# Dartchery aux Jeux paralympiques d'été de 1960
Navigation
Tokyo 1964
|                                                          |  |  |
| Cible de Dartchery et une cible standard de tir à l'arc. |  |  |

Les épreuves de Dart archerie aux Jeux paralympiques d'été de 1960 se déroulent dans la ville de Rome. Il s'agit de la 1re apparition de la discipline, une combinaison de fléchettes et de tir à l'arc qui utilise une cible de fléchettes par secteur au lieu d'une cible de tir à l'arc standard. Les règles de décompte est calqué sur le jeu de fléchettes du 501 double out.
Seules trois paires d'athlètes ont concouru et ont donc toutes remporté une médaille. Les Américains Jack Whitman et Wayne Broeren ont battu leurs compatriotes Jim Mathis et John Tigyer, ainsi que les concurrents français Camille Trouverie et Bernabei, pour remporter l'or. Ces sportifs ont par ailleurs participé aux épreuves de tir à l'arc, cette fois-là en épreuves individuelles ; Jack Whitman fut médaillé d'or en FITA et Ronde de Windsor.

## Médaillés
| Épreuves   | Or                               | Argent                       | Bronze                           |
| Paire open | Wayne Broeren Jack Whitman (USA) | Jim Mathis John Tigyer (USA) | Bernabei Camille Trouverie (FRA) |